# Ciryon
Ciryon is een figuur uit de werken van de Engelse schrijver J.R.R. Tolkien.
Hij was de derde zoon van Isildur en een kleinzoon van Elendil. Hij had twee oudere broers, Elendur en Aratan, en één jongere broer, Valandil. Tijdens de Oorlog van het Laatste Bondgenootschap tussen Elfen en Mensen was hij, samen met zijn broer Aratan, belast met het bewaken van Cirith Ungol, opdat de troepen van Mordor omsingeld zouden blijven. In het jaar 2 van de Derde Era vergezelde hij zijn vader en oudere broers in de tocht naar Arnor. In de Irisvelden liepen hij en zijn gezelschap in een hinderlaag van Orks en Ciryon kwam om het leven.